# Duke of Rothesay

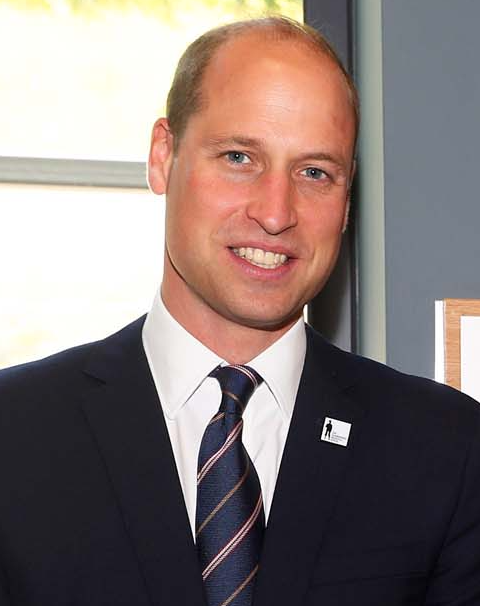
Prinz William, derzeitiger Duke of Rothesay

Duke of Rothesay [ˈrɒθ.si] (schottisch-gälisch Diùc Baile Bhòid, deutsch Herzog von Rothesay) ist ein britischer Adelstitel in der Peerage of Scotland, der nach Rothesay Castle auf der Isle of Bute benannt ist. Er war der offizielle Titel des Thronfolgers (Heir Apparent) auf den schottischen Thron. Seit dem Act of Union 1707 erhält den Titel der jeweilige Erbe Großbritanniens bzw. des Vereinigten Königreichs. Er ist bei der Verwendung in Schottland seinen Titeln „Duke of Cornwall“ und „Prince of Wales“ vorrangig.
Der Titel ist seit 1603 mit dem des Duke of Cornwall vereinigt. Anders als der englische Titel des Duke of Cornwall ist der Titel des Duke of Rothesay („dukedom“) nicht mit Landbesitz in Form eines Herzogtums („duchy“) verbunden.
Derzeitiger Träger des Titels ist der Thronfolger Prince William. Seine Ehefrau, Catherine, trägt somit den Höflichkeitstitel „Duchess of Rothesay“.

## Verleihungen
Der Titel wurde erstmals am 28. April 1398 von König Robert III. seinem ältesten Sohn David verliehen. David war seit 1390 schottischer Thronerbe, starb aber 1402, bevor er den Thron besteigen konnte. 1404 wurde der Titel für seinen jüngeren Bruder James neu geschaffen, er erlosch 1406 dadurch, dass dieser als Jakob I. König von Schottland wurde und der Titel mit der Krone verschmolz. Am 16. Oktober 1430 verlieh Jakob I. den Titel seinem neugeborenen Sohn Alexander, der jedoch noch am selben Tag starb, wodurch der Titel wieder erlosch. Spätestens 1431 wurde der Titel dessen jüngerem Zwillingsbruder James verliehen, der 1437 als Jakob II. König von Schottland wurde, wodurch der Titel erneut mit der Krone verschmolz. In fünfter Verleihung wurde der Titel am 20. Juli 1451 für dessen Sohn James neu geschaffen, der 1460 gekrönt als Jakob III. König von Schottland wurde. Seit der Vereinigung der Königreiche Schottland und England im Act of Union 1707 zum Königreich Großbritannien gilt die Regelung entsprechend für den britischen Thronfolger als Rechtsnachfolger des schottischen Thronfolgers weiter. 
Obwohl bis dahin formell als erblicher Titel verliehen, wurde er de facto stets nur vom Thronfolger geführt. 1469 bestätigte das schottische Parlament diese Tradition und erließ ein Gesetz, das festlegte, dass der jeweils erstgeborene Sohn und Erbe des Königs den Titel innehaben soll. Aufgrund dieser Regelung ist der Titel nicht vererbbar. So geht der Titel, falls der erstgeborene Prinz vor dem König stirbt, nicht an dessen eventuellen ältesten Sohn über, obwohl dieser sodann Thronfolger wäre, weil dieser nicht der „Sohn“ des Königs wäre. Formell gilt dieser nicht erbliche Titel als 1469 in der Peerage of Scotland geschaffen – er ist damit der älteste noch bestehende Duketitel dieser Peerage und ist den anderen Dukes hinsichtlich der protokollarischen Rangordnung auch deshalb übergeordnet, weil sein jeweiliger Inhaber stets Mitglied der königlichen Familie ist.

## Nachgeordnete Titel
Der aktuelle Duke of Rothesay ist zugleich Inhaber der nachgeordneten Titel Earl of Carrick, Baron of Renfrew, Lord of the Isles sowie Prince and Great Steward of Scotland, für die im Wesentlichen die gleiche Nachfolgeregelung wie für den Duketitel gilt.

## Heraldik
Das Wappen des Duke of Rothesay zeigt oben rechts und unten links das Wappen des Great Steward of Scotland und oben links und unten rechts das Wappen des Lord of the Isles (immer aus Sicht des Trägers des Wappenschilds, also von hinten, betrachtet). In der Mitte befindet sich der Wappenschild des schottischen Kronprinzen (das Wappen Schottlands mit einem Turnierkragen).

Wappen des Duke of Rothesay
Banner des Duke of Rothesay
Standarte des Duke of Rothesay (die Flagge des schottischen Königs („Lion rampant“) mit einem Turnierkragen)

## Liste der Dukes of Rothesay

### Dukes of Rothesay, erbliche Verleihungen

#### Duke of Rothesay, erste Verleihung (1398)
- David Stewart, Duke of Rothesay (1378–1402)

#### Duke of Rothesay, zweite Verleihung (1404)
- James Stewart, Duke of Rothesay (1394–1437); 1406 gekrönt als Jakob I. von Schottland

#### Duke of Rothesay, dritte Verleihung (1430)
- Alexander Stewart, Duke of Rothesay (1430–1430)

#### Duke of Rothesay, vierte Verleihung (1431)
- James Stewart, Duke of Rothesay (1430–1460); 1437 gekrönt als Jakob II. von Schottland

#### Duke of Rothesay, fünfte Verleihung (1452)
- James Stewart, Duke of Rothesay (1451/52–1488); 1460 gekrönt als Jakob III. von Schottland

### Duke of Rothesay, nicht-erbliche Verleihungen (1469)
- 1473–1488: James Stewart, Duke of Rothesay (1473–1513); 1488 gekrönt als Jakob IV. von Schottland
- 1507–1508: James Stewart, Duke of Rothesay (1507–1508)
- 1509–1510: Arthur Stewart, Duke of Rothesay (1509–1510)
- 1512–1513: James Stewart, Duke of Rothesay (1512–1542); 1513 gekrönt als Jakob V. von Schottland
- 1540–1541: James Stewart, Duke of Rothesay (1540–1541)
- 1566–1567: James Stewart, Duke of Rothesay (1566–1625); 1567 gekrönt als Jakob VI. von Schottland (1603 auch als Jakob I. von England)
- 1594–1612: Henry Frederick, Prince of Wales, Duke of Cornwall, Duke of Rothesay (1594–1612)
- 1612–1625: Charles, Prince of Wales, Duke of Albany, Duke of Cornwall, Duke of Rothesay, Duke of York (1600–1649); 1625 gekrönt als Karl I. von England und Schottland
- 1629–1629: Charles James, Duke of Cornwall, Duke of Rothesay (1629–1629)
- 1630–1649: Charles, Prince of Wales, Duke of Cornwall, Duke of Rothesay (1630–1685); 1649 gekrönt als Karl II. von England und Schottland
- 1688–1702: James, Prince of Wales, Duke of Cornwall, Duke of Rothesay (1688–1766); Titel 1702 formell aberkannt
- 1714–1727: George, Prince of Wales, Duke of Cambridge, Duke of Cornwall, Duke of Rothesay (1683–1760); 1727 gekrönt als Georg II. von Großbritannien
- 1727–1751: Frederick, Prince of Wales, Duke of Cambridge, Duke of Cornwall, Duke of Edinburgh, Duke of Rothesay (1707–1751)
- 1762–1820: George, Prince of Wales, Duke of Cornwall, Duke of Rothesay (1762–1830); 1820 gekrönt als Georg IV. des Vereinigten Königreichs
- 1841–1901: Albert, Prince of Wales, Duke of Cornwall, Duke of Rothesay (1841–1910); 1901 gekrönt als Edward VII. (Vereinigtes Königreich)
- 1901–1910: Georg, Prince of Wales, Duke of Cornwall, Duke of Rothesay, Duke of York (1865–1936); 1910 gekrönt als Georg V. des Vereinigten Königreichs
- 1910–1936: Edward, Prince of Wales, Duke of Cornwall, Duke of Rothesay (1894–1972); 1936 gekrönt als Eduard VIII. des Vereinigten Königreichs
- 1952–2022: Charles, Prince of Wales, Duke of Cornwall, Duke of Rothesay (* 1948); 2022 gekrönt als Charles III. des Vereinigten Königreichs
- seit 2022: William, Prince of Wales, Duke of Cornwall, Duke of Rothesay, Duke of Cambridge (* 1982)